# Great Falls Generating Station
Die Great Falls Generating Station ist ein im Jahr 1923 in Betrieb genommenes Laufwasserkraftwerk am Winnipeg River in der kanadischen Provinz Manitoba, ca. 120 km nordöstlich von Winnipeg. Es ist mit Stand 2016 das älteste in Kanada im Regelbetrieb befindliche Kraftwerk und wird von der Manitoba Hydro betrieben.
Die Kraftwerksanlage weist eine installierte Leistung von 129 MW auf, welche von sechs Turbinen geliefert wird und Schenkelpolmaschinen mit einer Drehzahl von 138,5/min antreiben. Im Jahr 1923 wurde, nach Unterbrechungen der Bauarbeiten durch den Ersten Weltkrieg, die erste Turbine in Betrieb genommen, die letzte der sechs Turbinen im Jahr 1928. Die gewonnene elektrische Energie wird primär über vier 115-kV-Leitungen verteilt. Zusätzlich besteht eine dezidierte Mittelspannungsverbindung mit 66 kV zu in der Nachbarschaft liegenden Bergwerken.